# Đỗ Nhân
Đỗ Nhân (1474 - 1518) là một quan đại thần và tiến sĩ Nho học thời Lê sơ trong lịch sử Việt Nam.

## Sự nghiệp
Đỗ Nhân người làng Lại Ốc, huyện Văn Giang, tỉnh Hưng Yên. Năm 1493 thời Lê Thánh Tông, ông đỗ tiến sĩ khi 20 tuổi.
Sau khi đỗ đạt, Đỗ Nhân đổi tên là Đỗ Nhạc. Ông phụng mệnh vua Lê Thánh Tông đi sứ nhà Minh. Sau đó, ông được phong làm Thượng thư Bộ Hộ, kiêm Đô ngự sử, Đại học sĩ đông các, vào giảng bài trong điện Kinh diên.
Năm 1512, thời Lê Tương Dực, ông làm Tán lý quân vụ, tiến đánh tàn quân nổi dậy của Trần Tuân, Nguyễn Nghiêm ở Sơn Tây, Hưng Hóa.
Giữa năm đó, có Lê Hy, Trịnh Hưng, Lê Minh Triệt nổi dậy ở Nghệ An chống triều đình tiến ra Thanh Hóa. Ông lại được lệnh làm Tán lý đi đánh và thắng được.
Ít lâu sau quân nổi dậy Trần Cảo đánh chiếm kinh thành, vua Lê Chiêu Tông phải bỏ chạy. Sau đó các trấn mang quân về chiếm lại kinh thành. Đỗ Nhân trong số các tướng rước vua Chiêu Tông trở lại Thăng Long.
Năm 1517, ông được thăng làm Thượng thư Bộ Lại, kiêm chức cũ.
Mùa thu năm 1518, Đỗ Nhân được thăng làm Đô ngự sử. Vua Chiêu Tông giết tướng Trần Chân nên các thủ hạ của Trần Chân là Nguyễn Kính, Nguyễn Áng mang quân nổi dậy đánh vào kinh thành báo thù. Quyền thần Mạc Đăng Dung cho rằng vua Chiêu Tông ở điện Thuần Mỹ, thủy quân hơi gần với chỗ Nguyễn Kính, Nguyễn Áng, nên đề nghị Chiêu Tông rời về Bảo Châu bức vua Chiêu Tông dời sang Bảo châu (Hà Đông).
Ông cùng Phó đô ngự sử Nguyễn Dự đều can. Mạc Đăng Dung liền sai đồ đảng là Đinh Mộng bắt ông và Nguyễn Dự đến ruộng dâu ngoài cửa bắc hành dinh Xuân Đỗ rồi cùng bị giết. Năm đó Đỗ Nhân 45 tuổi. Sau thời Lê Trung hưng, ông được tặng Thiếu bảo, tước Văn Trinh bá.
Con trai ông là Đỗ Tống. Đỗ Tống đỗ trạng nguyên khoa Kỷ Sửu, niên hiệu Minh Đức thứ 3 (1529) đời Mạc Thái Tổ. Sau khi đỗ đạt, ông làm quan cho nhà Mạc, giữ các chức quan như như Tả Thị lang Bộ Hình, Đông các Đại học sĩ.